# Крсте Велкоський
Крсте Велкоський (мак. Крсте Велкоски, нар. 20 лютого 1988, Струга) — македонський футболіст, нападник боснійського клубу «Сараєво» та національної збірної Північної Македонії.

## Клубна кар'єра
У дорослому футболі дебютував 2005 року виступами за команду «Работнічкі», в якій провів чотири роки, взявши участь у 54 матчах чемпіонату. За цей час двічі виборював титул чемпіона Македонії та одного разу національний кубок.
Протягом усього 2009 року Велкоський виступав за іншу місцеву команду «Металург» (Скоп'є), після чого відправився за кордон і грав за румунський «Чахлеул» та кіпрський «Еносіс», але ніде надовго не затримався
У січні 2011 року він повернувся до «Работнічок», підписавши дворічний контракт. Цього разу відіграв за клуб зі Скоп'є наступні три роки своєї ігрової кар'єри. Більшість часу, проведеного у складі «Работнічкі», був основним гравцем атакувальної ланки команди і одним з головних бомбардирів команди, маючи середню результативність на рівні 0,36 гола за гру першості.
У січні 2014 року він підписав контракт на два з половиною роки з боснійським «Сараєво», повністю відігравши свій контракт. Граючи у складі «Сараєва» також здебільшого виходив на поле в основному складі команди. В новому клубі був серед найкращих голеодорів, відзначаючись забитим голом в середньому щонайменше у кожній третій грі чемпіонату і допоміг команді виграти чемпіонат країни у 2015 році та національний кубок за рік до того.
Надалі Велкоський відправився до Азії і протягом 2016—2017 років захищав кольори південнокорейського «Інчхон Юнайтед» та таїландського «Накхон Ратчасіма», але влітку 2017 року повернувся до «Сараєва» і ще по два рази виграв чемпіонат і кубок країни. Станом на 11 травня 2021 року відіграв за команду з боснійської столиці 106 матчів в національному чемпіонаті.

## Виступи за збірні
Виступав у складі юнацьких збірних Македонії до 17 та 19 років, загалом на юнацькому рівні взяв участь у 6 іграх, відзначившись одним забитим голом.
Протягом 2009—2010 років залучався до складу молодіжної збірної Македонії. На молодіжному рівні зіграв у 3 офіційних матчах.
5 березня 2014 року дебютував в офіційних матчах у складі національної збірної Македонії в товариській грі проти Латвії (2:1).
У травні 2021 року Велкоський був включений до заявки збірної на дебютний для неї чемпіонат Європи 2020 року.

## Титули і досягнення
- Чемпіон Македонії (3):

«Работнічкі»: 2005/06, 2007/08, 2013/14
- Володар Кубка Македонії (1):

«Работнічкі»: 2007/08
- Чемпіон Боснії і Герцеговини (3):

«Сараєво»: 2014/15, 2018/19, 2019/20
- Володар Кубка Боснії і Герцеговини (3):

«Сараєво»: 2013/14, 2018/19, 2020/21